# Pegel Mannheim

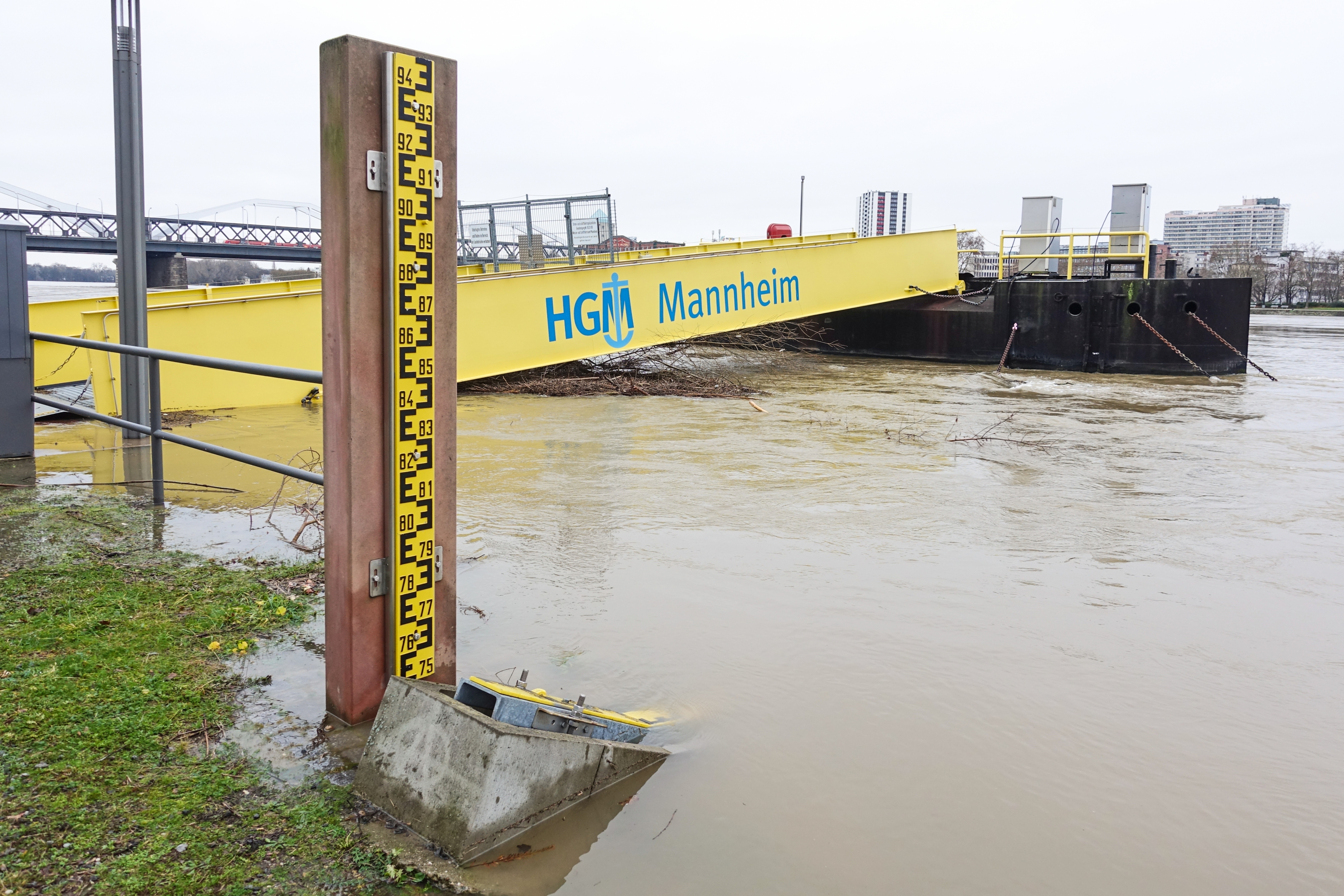
Rheinpegel Mannheim, Pegelstand bei 7,40 m

Der Pegel Mannheim ist ein schifffahrtsrelevanter Pegel des Rheins. Er befindet sich bei Stromkilometer 424,733 am rechten Flussufer, knapp 300 m unterhalb der Konrad-Adenauer-Brücke. Die Darstellung des Pegels besteht aus zwei unterschiedlich geneigten Pegellatten von 3,40 m bis 5,10 m und weiter bis 7,50 m sowie darüber einer senkrechten Pegellatte bis 9,50 m. Die numerische Anzeige des Pegels erfolgt etwa 250 m flussabwärts an der wasserseitigen Fassade eines Bürogebäudes am Rheinkai. Betreiber des Pegels ist die Wasserstraßen- und Schifffahrtsverwaltung des Bundes, Wasserstraßen- und Schifffahrtsamt Mannheim. Die Messstellennummer lautet  23700700 (DGW).

## Eckdaten des Pegels

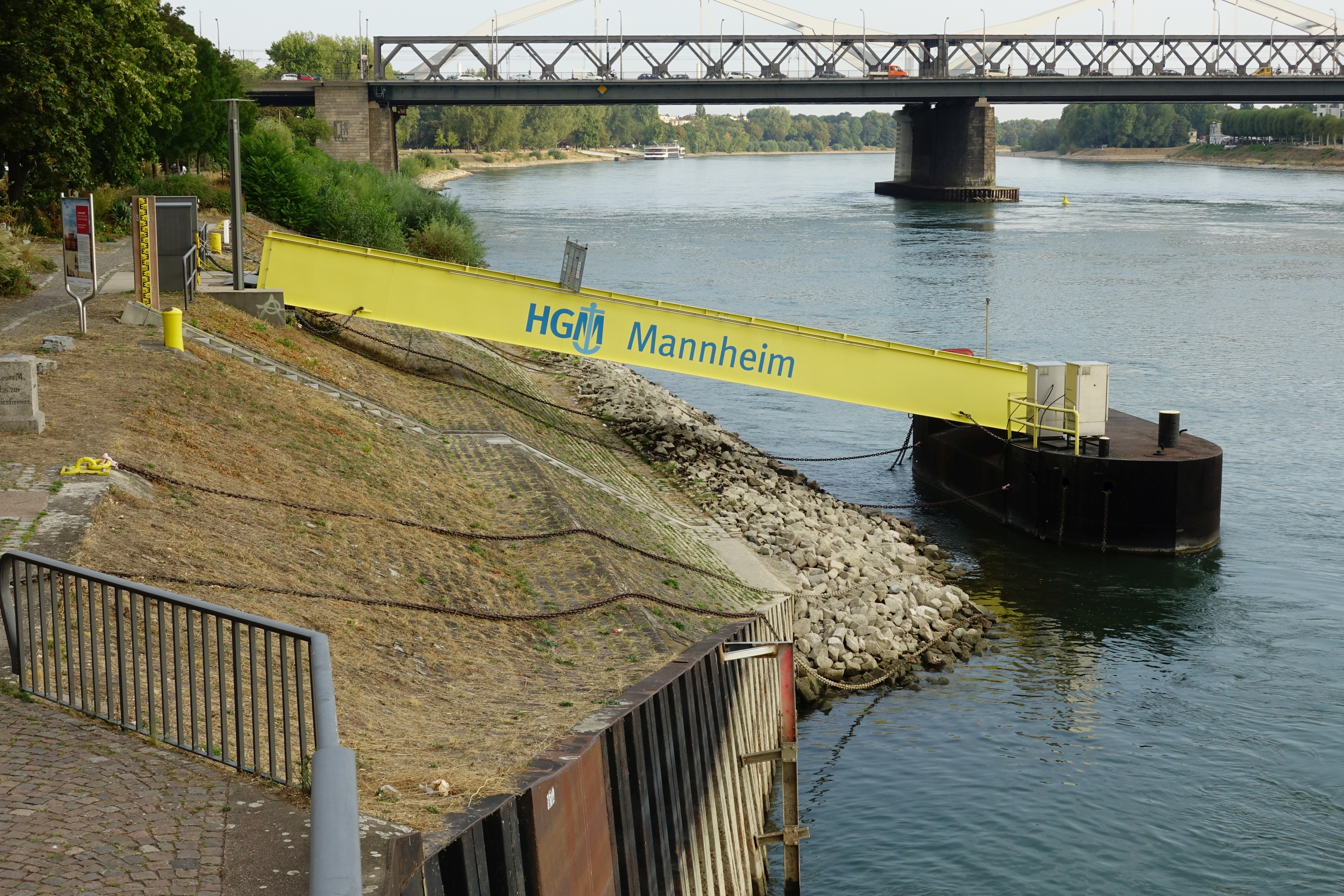
Pegel Mannheim, an der Uferböschung die geneigten Pegellatten, darüber Pfeiler mit senkrechter Pegellatte

Nachfolgend weitere Eckdaten des Pegels nach aktuellem Stand der Wasserstraßen- und Schifffahrtsverwaltung des Bundes. Der bis dahin gültige Niedrigwasserstand wurde im Oktober 2018 unterschritten.
| Name  | Text                                                            | Wert                       | Details                                                |
| km    | Rheinkilometer                                                  | 424,733 km                 | 2011                                                   |
| Lage  | Koordinaten des Pegels                                          | 49° 29.036′ N 8° 27.310′ E | Offizieller Wert                                       |
| PNP   | Pegelnullpunkt                                                  | 85,117 m                   | ab 18. Juli 2017                                       |
| HSW   | Höchster schiffbarer Wasserstand                                | 760 cm                     | ab 1. Januar 1950                                      |
| M_I   | Hochwassermarke 1                                               | 650 cm                     | ab 1. Januar 2004                                      |
| M_II  | Hochwassermarke 2                                               | 760 cm                     | ab 1. Januar 2004                                      |
| NNW   | Niedrigster bekannter Wasserstand                               | 85 cm                      | 20. Oktober 2018                                       |
| NW    | Niedrigster Wasserstand in einer Zeitspanne                     | 85 cm                      | 20. Oktober 2018 (1. November 2010 – 31. Oktober 2022) |
| GlW   | Gleichwertiger Wasserstand                                      | 155 cm                     | ab 1. Januar 2023                                      |
| TuGlW | Tiefe unter GlW                                                 | 210 cm                     | ab 1. Januar 2004                                      |
| MNW   | Mittlerer niedrigster Wert der Wasserstände in einer Zeitspanne | 154 cm                     | 1. November 2013 – 31. Oktober 2022                    |
| MW    | Mittelwert der Wasserstände in einer Zeitspanne                 | 306 cm                     | 1. November 2013 – 31. Oktober 2022                    |
| MHW   | Mittlerer höchster Wert der Wasserstände in einer Zeitspanne    | 659 cm                     | 1. November 2013 – 31. Oktober 2022                    |
| HHW   | Höchster bekannter Wasserstand                                  | 917 cm                     | 29. Dezember 1882                                      |

## Geschichte

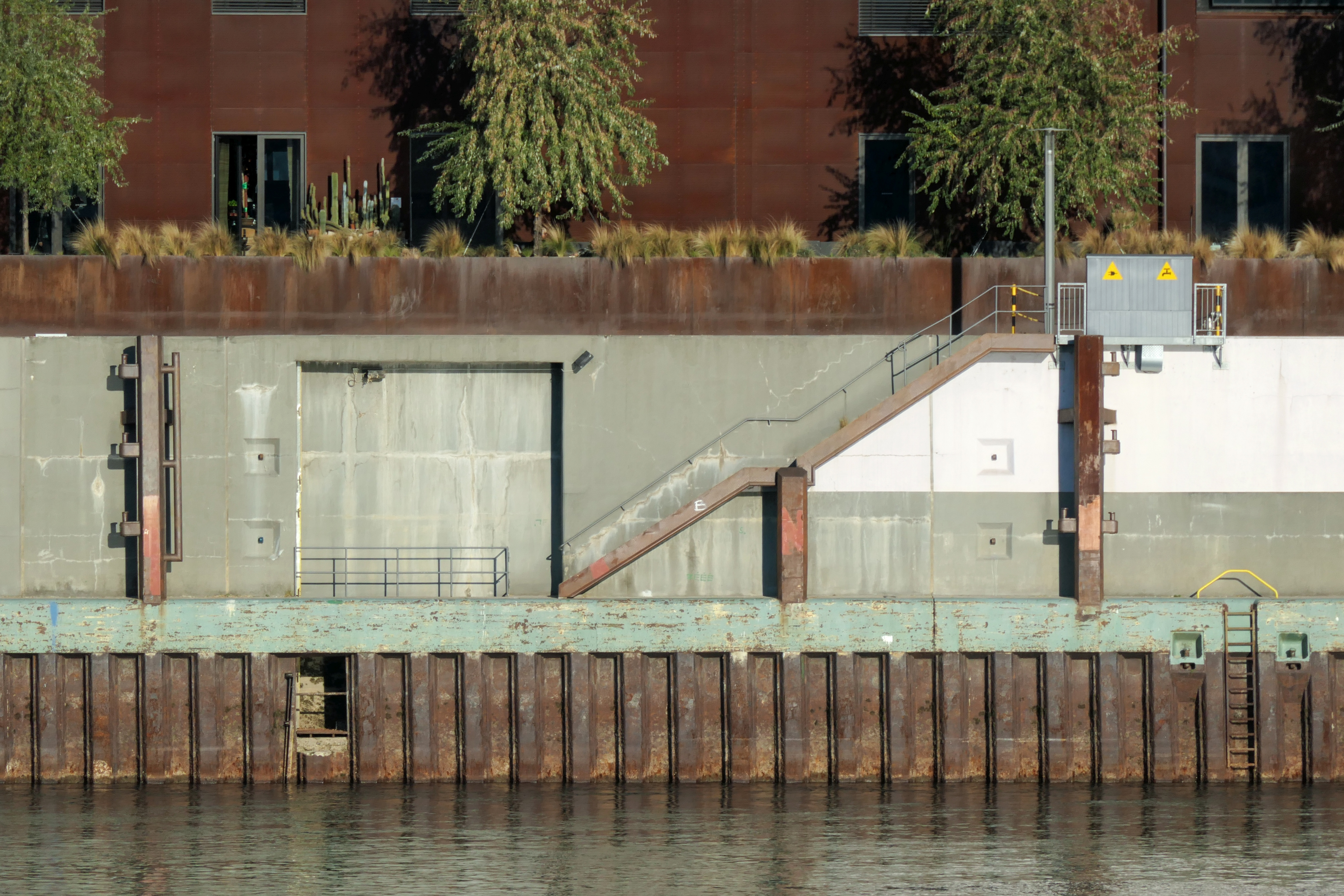
Nische des Pegels bis 2011 in der Kaimauer

Bereits 1800 bestand an der ehemaligen Schiffsbrücke Mannheim beim heutigen Rheinkilometer 424,95 am rechten Ufer ein Lattenpegel in rheinischem Fuß. Ab dem 1. Januar 1801 fanden regelmäßige Wasserstandsbeobachtungen statt. Etwa 1817 erfolgte die Umstellung auf einen Lattenpegel mit badischem Fußmaß. Nach mehreren Korrekturen des Nullpunkts und Versetzungen wurde der Pegel an der oberen Zufahrt zum Mühlauhafen an der Westseite des südlichen Kammerschleusenhauptes errichtet. Ab 1. November 1877 wurde an der Ostseite der Schleuse, zum Hafenkanal, bei Rhein-km 426 ein neuer Rheinpegel in Meter-Einteilung betrieben, ab 1890 auch mit Schreibpegel und Pegeluhr.(⊙) Die Anlage wurde im Zweiten Weltkrieg zerstört. Ersatzweise wurde von Dezember 1946 bis August 1949 bei gleicher Höhe des Pegelnullpunkts ein Lattenpegel bei Rhein-km 424,975 verwendet. Da der Hafenkanal mit Kammerschleuse aufgegeben wurde, wurde im August 1949 ein neuer Lattenpegel bei Rhein-km 425,059 errichtet. Dieser erhielt 1952/53 Pegelhaus, Schreibpegel, Pegeluhr sowie einen rheinseitigen Wasserstands-Großanzeiger. Bereits 1956/57 erfolgte die Verlegung an Rhein-km 424,866 als Lattenpegel in einer Treppennische der Kaimauer.(⊙) 1968 ersetzte ein Fernschreibpegel den installierten Schreibpegel. Ab 1973 ermöglichte ein Lochstreifenpegel die  elektronische Datenauswertung aus viertelstündlicher Messung. Aufgrund baulicher Änderungen sowie wegen Störungen des Pegelbetriebs durch Schiffsanlegerbetrieb wurde der Pegel 2011 etwas flussaufwärts an km 424,733 verlegt.(⊙)
Bereits zuvor war es zu Störungen bzw. Beeinflussungen des Pegels gekommen. Hohe Wasserführung des Neckars kann zu Rückstau führen. Von 1945 bis Ende 1957 bestand oberhalb eine Behelfsbrücke für die 1945 gesprengte Rheinbrücke (heute: Konrad-Adenauer-Brücke), deren Pfeiler und Pfahljoche sich auswirkten.
Bis 1825, 1831–1852 und 1870–1881 wurde der Pegel täglich einmal abgelesen, ansonsten dreimal (1825–1831 morgens, mittags, abends, 1852–1870 sowie ab 1881 um 5:00 Uhr, 13:00 Uhr und 21:00 Uhr). Bei Hochwasser erfolgten zusätzliche Ablesungen.
Auch änderte sich mehrfach die Höhe des Pegelnullpunktes über NN:
- ab 1. Januar 1801: Nullpunkt auf Mittelwasserhöhe
- ab ca. 1817: Nullpunkt auf Höhe Hochwasser 1784 (neuer Pegel, von oben nach unten abgelesen)
- ab 1825: Nullpunkt um 0,6 m erhöht
- ab 1827: Nullpunkt um 0,3 m tiefer
- vor 1. November 1877: NN + 94,524 m (Pegel an Westseite Kammerschleusenhaupt)
- ab 1. November 1877: NN + 85,124 m (Pegel an Ostseite Kammerschleusenhaupt, Nullpunkt auf Stromsohle)
- ab 1956: NN + 85,158 m, neues System (DHHN 12); die Höhenlage des Pegels zum Gelände blieb unverändert
- ab 1. November 1998: NN + 85,128 m (DHHN 85); die Höhenlage des Pegels zum Gelände blieb unverändert
- ab 1. November 2011: NHN + 85,160 m (DHHN 92); neuer Pegelstandort
- ab 18. Juli 2017: 85,117 m[1] (neues System DHHN 2016)

## Historische Wasserstände

### Hochwasser

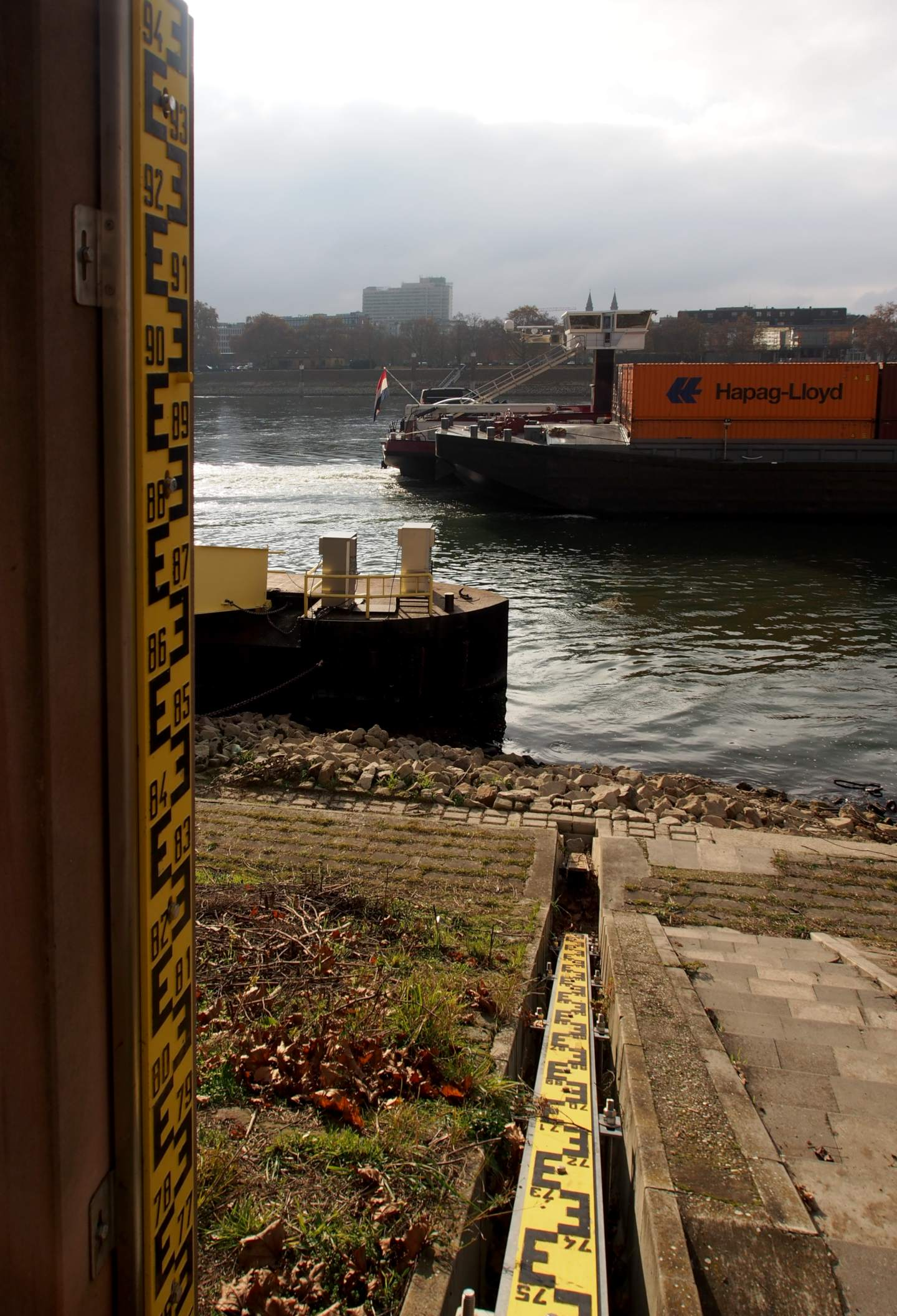
Die Pegellatten bei Niedrigwasser

Nachfolgende Hochwasserereignisse sind für den Pegel Mannheim verzeichnet.
| Rang | cm  | Datum             |
| 1    | 917 | 29. Dezember 1882 |
| 2    | 876 | 12. Januar 1955   |
| 3    | 859 | 27. März 1988     |
| 4    | 858 | 28. Mai 1983      |
| 5    | 850 | 25. Mai 1978      |
| 6    | 844 | 13. März 1896     |
| 7    | 840 | 28. November 1944 |
| 8    | 838 | 29. Dezember 1919 |
| 9    | 836 | 11. April 1983    |
| 10   | 835 | 3. Juni 2013      |

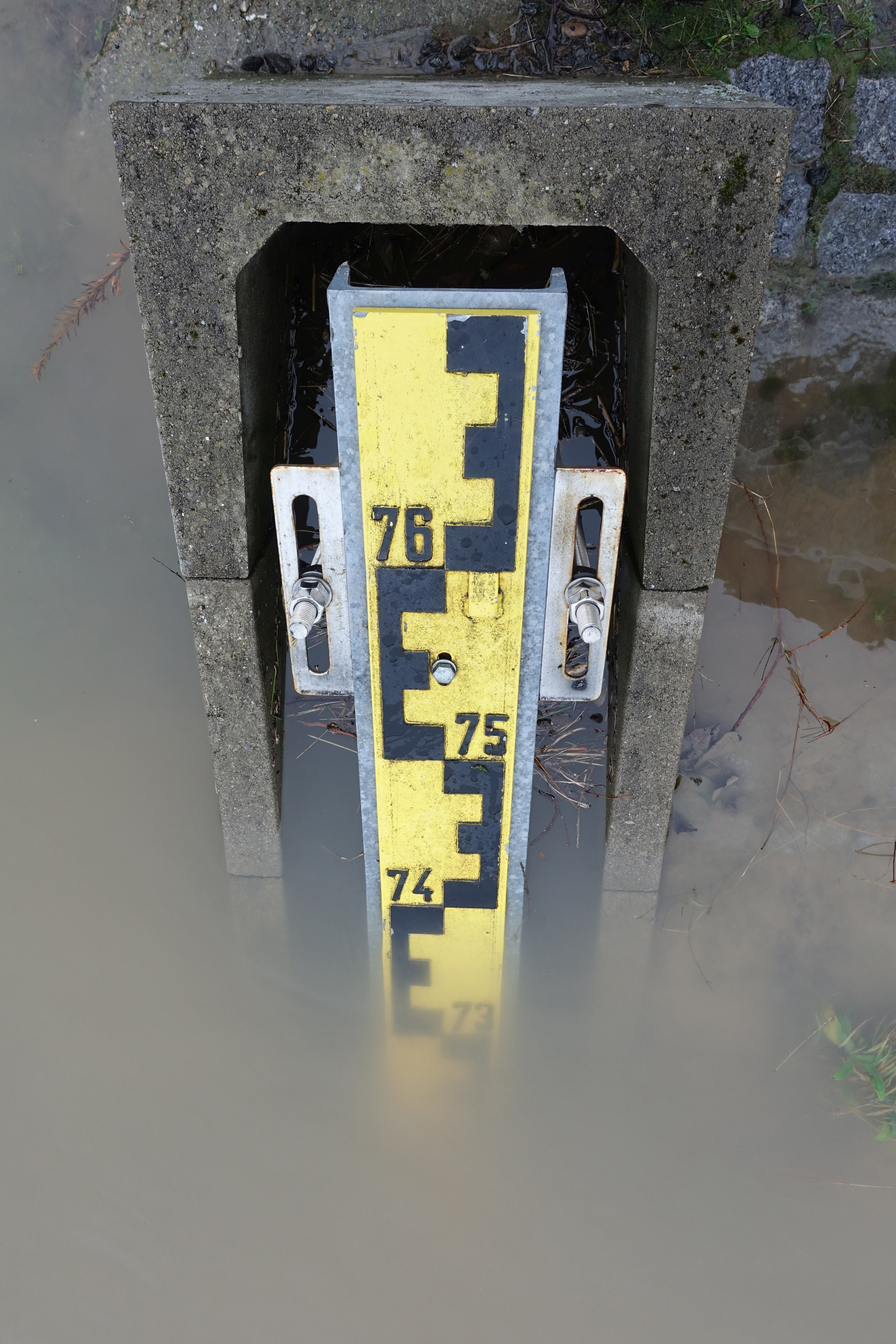
Pegelstand an der geneigten Pegellatte bei 7,40 m

Darüber hinaus sind Bauwerke in Mannheim mit Hochwassermarken versehen, die sich teilweise auf diese Ereignisse beziehen, teilweise auch auf weitere Hochwasservorfälle dieser Art, die in der Liste zum Pegel nicht enthalten sind.

### Niedrigwasser

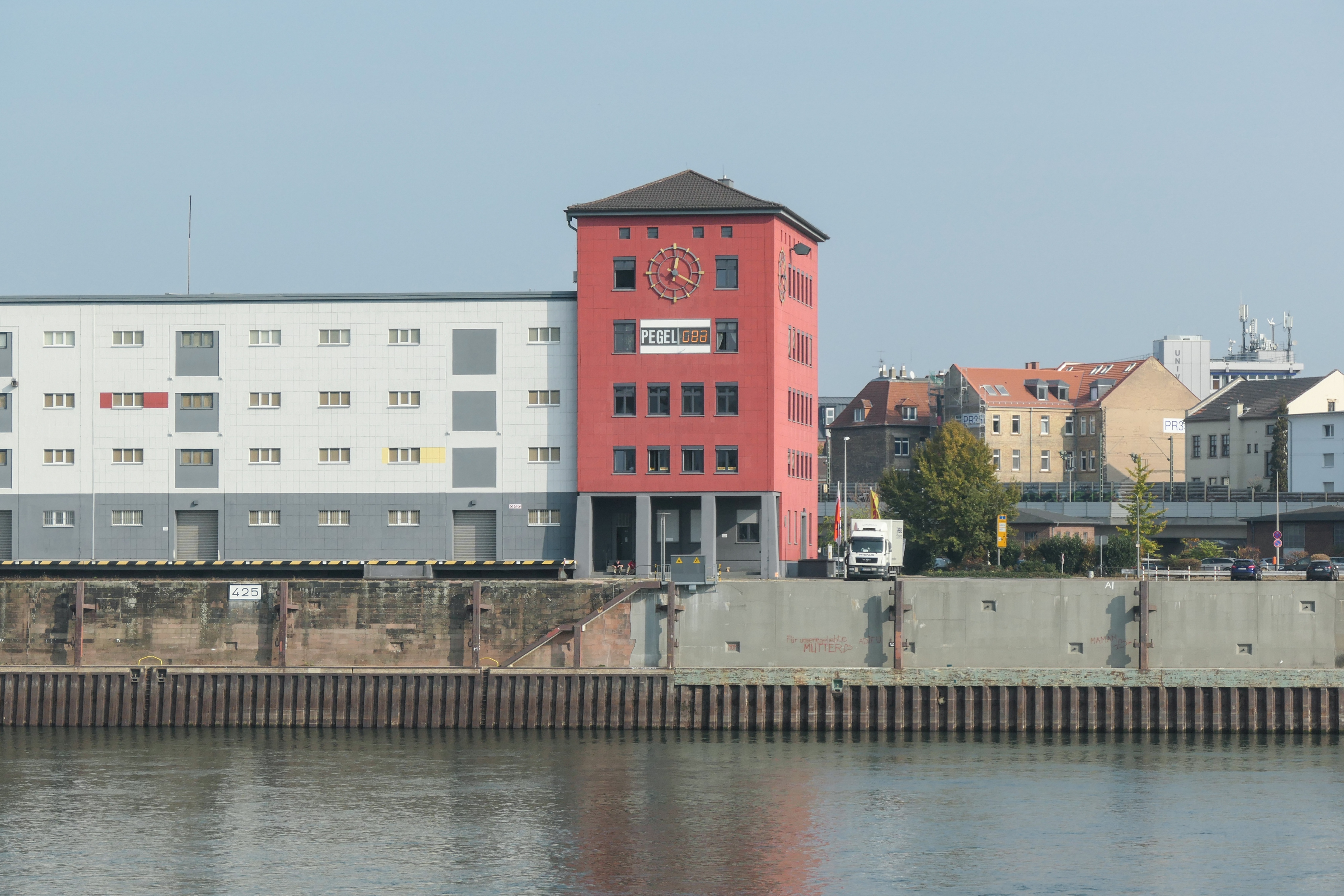
Pegelanzeige am Rheinkai bei Pegelstand von 0,88 m im Oktober 2018

Bis 2018 lag der niedrigste bekannte Pegelstand bei 92 cm. Der lang andauernde Wassermangel verursachte im Oktober 2018 einen Pegelstand von 85 cm.